# Jaelyn Liu
Jaelyn Liu (Plano, 12 marzo 2009) è una schermitrice statunitense, specialista del fioretto.

## Carriera
Nel 2025 è diventa la più giovane schermitrice statunitense a vincere una prova della Coppa del Mondo, sconfiggendo in finale nella prova di Hong Kong Martina Sinigalia per 15-12. Nello stesso anno ha poi vinto la medaglia d'oro ai Mondiali di Tbilisi nella prova a squadre, assieme a Lee Kiefer, Lauren Scruggs ed Emily Jing, battendo in finale la Francia per 24-45.

## Palmarès
- Mondiali

Tbilisi 2025: oro nel fioretto a squadre.
- Campionati panamericani

Rio de Janeiro 2025: oro nel fioretto a squadre; bronzo nel fioretto individuale.
- Mondiali giovanili

Wuxi 2025: oro nel fioretto individuale e nel fioretto a squadre.
- Mondiali cadetti

Wuxi 2025: oro nel fioretto individuale.
Riad 2024: oro nel fioretto individuale.